# Прилепац (тврђава)
Прилепац (или Прилепница) је некадашња средњовековна тврђава која се налазила 13 km југоисточно од Новог Брда, код села Божевце, на заравни брда Оџин камен (861 m нмв), које доминира околином.

## Историја
Подигнут је вероватно у 14. веку, ако не и раније попут Призренца, ради одбране прилаза утврђеном Новом Брду долином Прилепнице (долина Биначке Мораве) која тече у клисури испод тврђаве. Припадао је логотету Душана Силног (краљ 1331–1346, цар 1346–1355) Прибцу, а касније и његовом сину Стефану Урошу, а потом и кнезу Лазару (1371–1389) који се у тврђави родио (око 1329) и који је околна села која су му припадала додељивао манастирима и црквама као метохе, а саму утврду је доделио својој задужбини манастиру Раваници.
Прилепац се сматра и за родно место српског калуђера игумана румунског православног манастира Тисмана,  Никодима Тисманског (1310).
Сам Прилепац се у историјским изворима тог доба помиње 1381. године. Тврђава је смештена на платоу и прати облик терена. Сам плато је са две (јужне и западне) стране практично неприступачан, са једне (северне) тешко приступачне, док је са четврте (источне) стране прилаз платоу благ. Тај теренски недостатак је надокнађиван копањем сувог шанца дубине 7–10 m са источне стране и подизањем велике округле куле на југоисточном темену тврђаве која је бранила најлакши прилаз тврђави. Целокупан простор некадашње тврђаве је данас у потпуности у рушевинама, тако да је врло тешко назрети облике и изглед некадашње утврде, али се на основу материјалних остатака на лицу места може претпоставити да је имала облик неправилног четвороугла, приближних димензија 120 m (југ–север) x 90 m (исток–запад). У склопу некадашње тврђаве виде се остаци неколико грађевина и бунара.